# Gyergyóvárhegy
Gyergyóvárhegy (románul: Subcetate) falu Romániában, Erdélyben, Hargita megyében, az azonos nevű község központja.
A Maros völgyében, a vasút mentén, Ditróhodostól 4 km-re délnyugatra terül el, a 153D megyei út mentén. Fő vízfolyása a Maros, melybe balról ömlik a Kalnács-pataka és a Dudád-pataka.
Lakossága 1992-ben 2337 fő volt, ebből magyar csupán 113 fő, a többi román. Lakói nemzetiségükből adódóan főleg ortodox vallásúak, a magyarok túlnyomó többségben katolikusok.
Megtekintésre érdemes a Cotfas Vasile bennvalója (405 szám - ház és csűr) és Huruba Ioan vízimalma 1937-ből (479 szám). Hargita megye műemlékeinek hivatalos jegyzékében (1992) ez a két épület műemléképületként szerepel.